# Scumrock
Scumrock es una película estadounidense de comedia y drama de 2002, dirigida por Jon Moritsugu, que a su vez la escribió junto a Amy Davis, esta última también se encargó de la fotografía, musicalizada por Mel Davis y Lance Hahn, el elenco está compuesto por Courtney Stephens, Victor of Aquitaine y James Duval, entre otros. Este largometraje fue producido por At An Angle Productions y se estrenó el 28 de agosto de 2002.

## Sinopsis
Un presuntuoso director de cine clandestino tiene inconvenientes con su mejor obra, por otro lado, una sórdida chica punk quiere evitar que su conjunto desaparezca.